# Dadānlū
Dadānlū (persiska: ددانلو) är en ort i Iran.   Den ligger i provinsen Khorasan, i den nordöstra delen av landet, 700 km öster om huvudstaden Teheran. Dadānlū ligger 1 687 meter över havet och antalet invånare är 407.
Terrängen runt Dadānlū är huvudsakligen kuperad. Dadānlū ligger nere i en dal. Runt Dadānlū är det ganska glesbefolkat, med 35 invånare per kvadratkilometer. Närmaste större samhälle är Dāvodlī, 18,8 km väster om Dadānlū. Trakten runt Dadānlū består i huvudsak av gräsmarker.